# Ed Kahn
Edwin Bernard Eddie/Ed Kahn (* 9. November 1911 in New York City, New York, USA; † 17. Februar 1945 in Leyte, Philippinen), Spitzname: King Kong war ein US-amerikanischer American-Football-Spieler. Er spielte in der National Football League (NFL) unter anderem bei den Washington Redskins als Guard.

## Spielerlaufbahn
Ed Kahn studierte an der University of North Carolina at Chapel Hill und spielte dort von 1932 bis 1934 für die Tar Heels Football auf der Position eines Guard. Im Jahr 1934 konnte er mit seinem Team die Vizemeisterschaft der Southern Conference erreichen. Kahn wurde in allen drei Spieljahren aufgrund seiner sportlichen Leistungen ausgezeichnet. Nach seinem College-Abschluss im Jahr 1935 schloss er sich den Boston Redskins an, die zwei Jahre später nach Washington, D.C. umzogen und in Washington Redskins umbenannt wurden. 1936 übernahm Ray Flaherty das Amt des Head Coachs beim bislang erfolglosen Team. In der Saison 1936 konnten die Redskins sieben von zwölf Spielen gewinnen. Vor der Spielrunde 1937 gelang der Mannschaft die Verpflichtung von Quarterback Sammy Baugh und Kahn hatte fortan die Aufgabe diesen zu schützen und dem eigenen Runningback Cliff Battles den Weg in die gegnerische Endzone frei zu blocken. Die Redskins gewannen 1937 acht Spiele und gingen dreimal als Verlierer vom Platz. Damit gelang es ihnen sich für das NFL-Meisterschaftsspiel zu qualifizieren, wo sie auf die Chicago Bears trafen. Die Redskins gewannen das Spiel mit 28:21. Ed Kahn beendete nach dem Spiel seine Laufbahn.

## Nach der Spielerlaufbahn
Eddie Kahn diente während des Zweiten Weltkriegs als Oberleutnant im United States Marine Corps. Er erlitt in der Schlacht im Golf von Leyte lebensgefährliche Verletzungen, an denen er verstarb.